# سباهية

بيرق فرقة السباهية

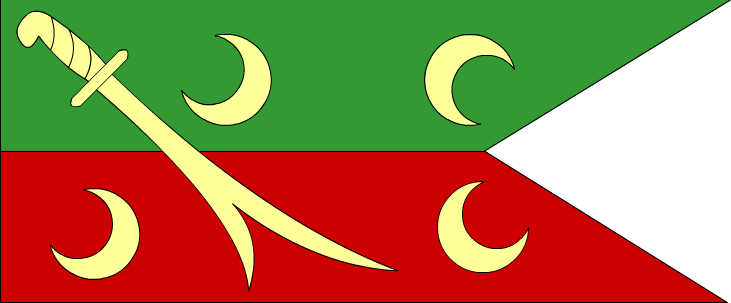
راية السباهية

السباهية (والمفرد سباهي، نسبة إلى سباه جند)، هم جنود فرسان عثمانيون على درجات، ويعتبروا هم «فئة سلاح الفرسان الثقيلة» في الجيش العثماني. كانوا يقيمون في الأراضي التي يفتحها الجيش العثماني، وكانوا يُعفون من كل التكاليف مقابل الدفاع عن أهل تلك المناطق.
كان فرسان السباهية في الجيش العثماني في أثناء السفر يسيرون عن يمين السلطان العثماني، وكانت كتيبة فرسان «علوفجية اليمين» تسير عن يمين السباهية.

## التاريخ
زودت الدولة العثمانية كل ولاية من الولايات الخاضعة لها، بقوات عسكرية لتضمن السيطرة عليها والدفاع عنها وإقرار النظام فيها. وكانت هذه القوات العسكرية تتكون بصورة عامة من أوجاقين أساسيين هما:
- أوجاق من الفرسان السباهية، وكان هؤلاء من أصحاب الأراضي في المنطقة.
- أوجاق المشاة، وهم على الأغلب من الجنود الإنكشارية.

كان لكل أوجاق آغا، وكخيا، ودفتردار، وكانت السلطة المركزية تعينهم مباشرة. أما سلطة الوالي على تلك القوات فيحددها «القانون نامه» في كل ولاية، الذي يبين واجبات كل أوجاق وقائده.
كان أوجاق الفرسان لا يقيم في العادة في المدن وإنما في الأرياف، بينما كان أوجاق المشاة يوزع على حاميات المدن.

## الأسلحة وتكتيكات القتال

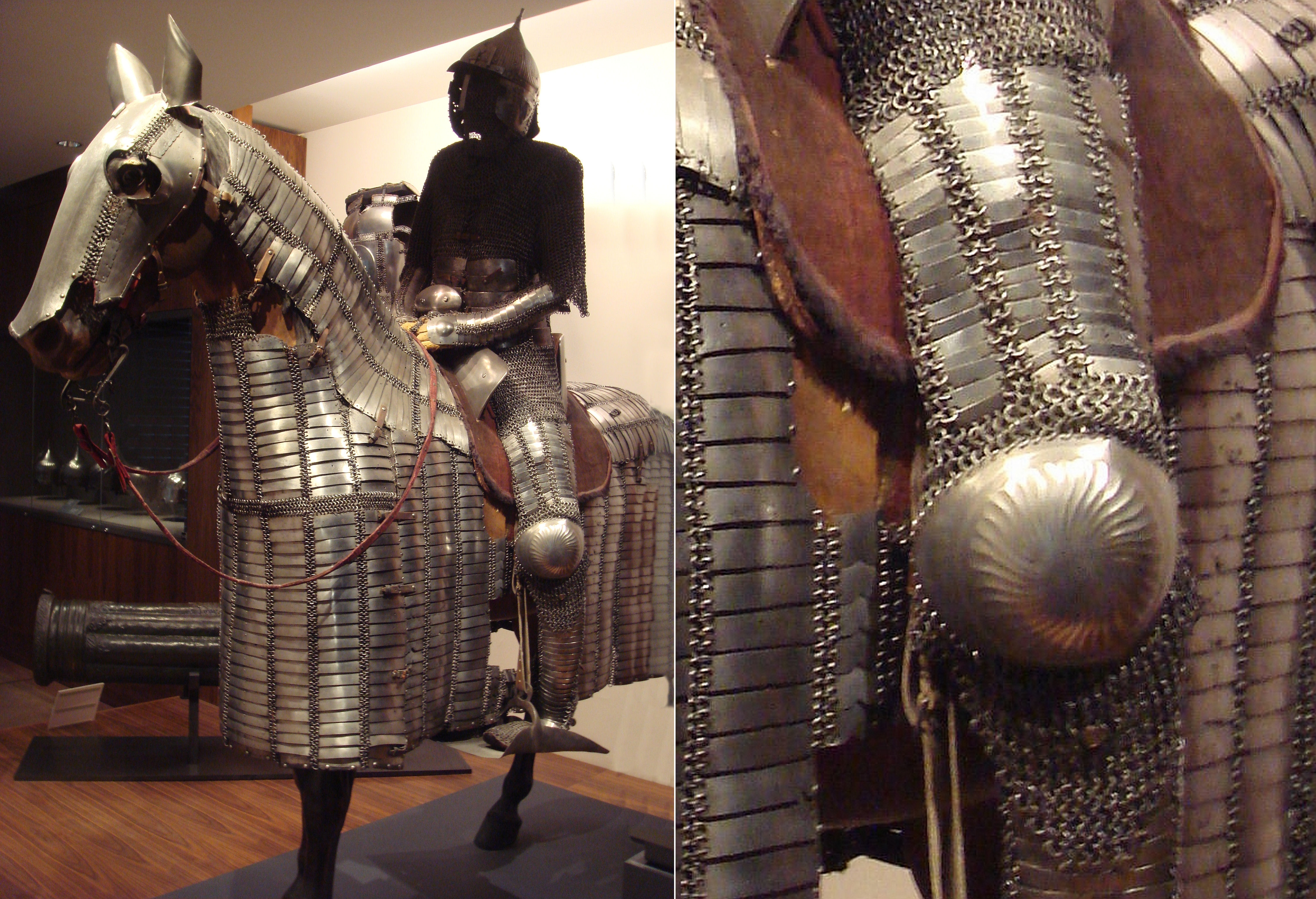
تدريع سباهي مدرّع، عام 1550م.

يندرج السباهي تحت فئة "سلاح الفرسان الثقيل" العسكري.
التدريع النموذجي للسباهية أثناء المعارك يشمل تدريعهم الشخصي وتكون خيولهم مدرعة بالكامل:
- دروع محبوكة مصنوعة من ألواح وسلاسل الصلب، والتي تحمي السباهي حتى الساقين.
- مسند ذراع من الصلب أو البرونز الصلب ليحمي منطقة الساعد.
- قوس المسافات الطويلة والرمح الطويل المستخدم من فوق الحصان في القتال المرصوف وأسلحة القتال المختلفة مثل الفأس والصولجان وسيف الفرسان الأتراك المنحني والإسفين.
- كانت دروعهم عبارة عن دروع خفيفة متوسطة الحجم مصنوعة من الصلب أو البرونز أو اللفائف المعدنية.
- عند دخول الأسلحة النارية الخفيفة ميدان المعركة بشكل فعال أيام السلطان سليمان القانوني، فإن الأسلحة النارية مثل الطبنجة (بالتركية: قره بينا - karabina)‏ والغدّارة (بالتركية: piştov)‏، والتي يمكن إطلاقها من على الخيول، أصبحت أيضًا من بين أسلحة السباهي.

كان السباهيون على أجنحة الجيش اليمنى واليسرى في الحرب، الذي كان مركز الجيش الأصلي.
كانت الفروسية أهم عنصر في تدريب السباهي، وكان يتم التركيز بشكل خاص على مهارات رماية الفرسان.
يتم تعليم المرشحين مهارات القتال بالرمح، والمطرقة، واستخدام الأسلحة وخاصة السيوف، والمصارعة والأسلحة النارية.

## المآل
منذ القرن السابع عشر وما بعده، بدأت الدولة العثمانية في التدهور بسبب الركود الاقتصادي والسياسي وتراجع الانتصارات العسكرية، حتى انتهت رسميا الارستقراطية الإدارية والعسكرية والبيروقراطية التركية في الأناضول التي استمرت منذ فترة الدولة السلجوقية.